# Schildersdoek

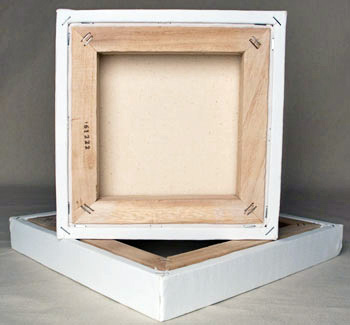
Canvas schildersdoek op spieraam

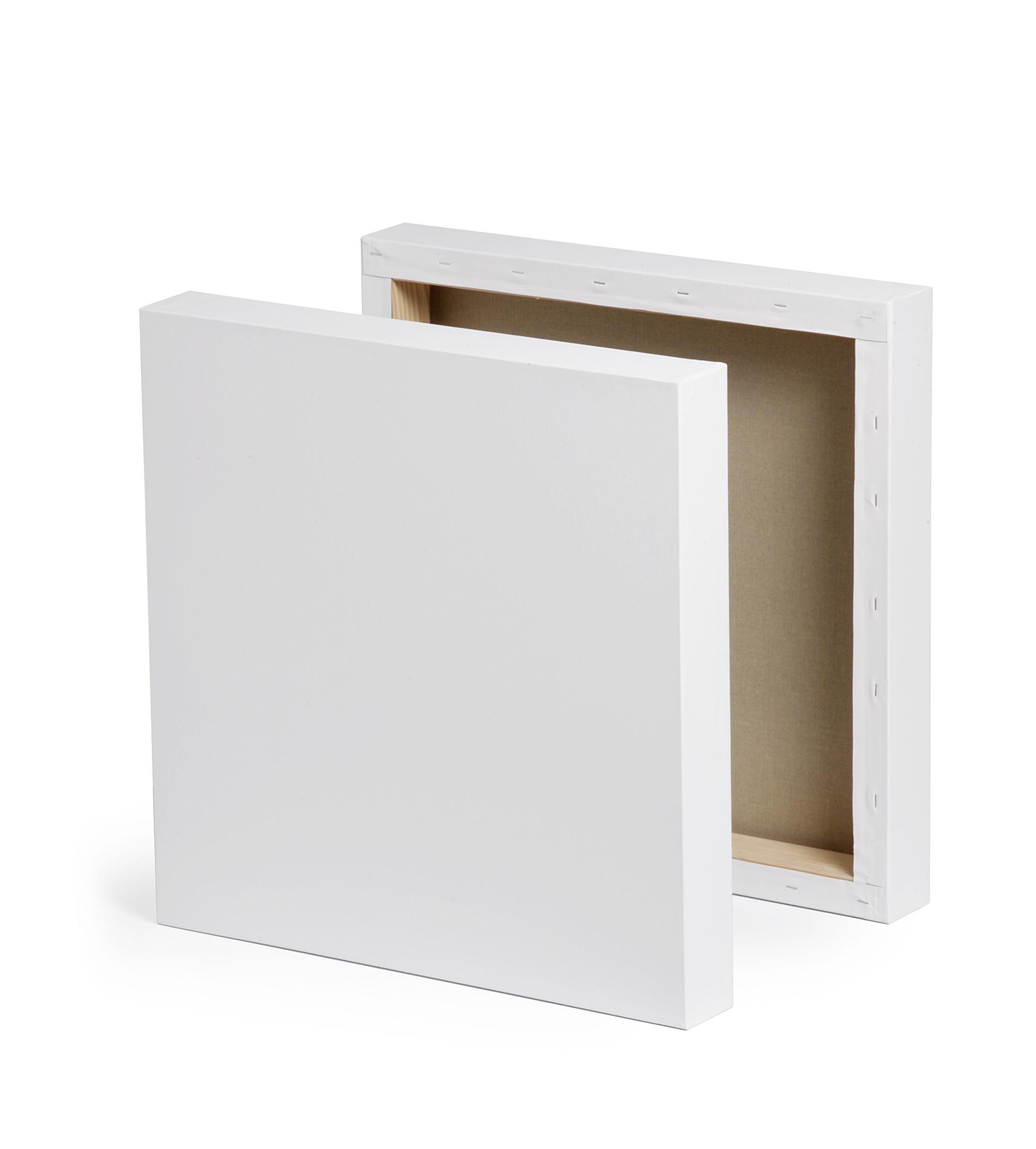
Voorzijde en achterzijde van een 'doekje'

Schildersdoek is het weefsel dat wordt gebruikt om op te schilderen, bijvoorbeeld met acryl- of olieverf. Het doek kan gemaakt zijn van kunstvezel, maar veel gebruikelijker zijn natuurlijke materialen als canvas, linnen, jute of katoen. Ook halflinnen komt voor, dit is een hybride weefsel van linnen en katoen.
In overdrachtelijke zin spreekt men vaak van 'een doek' als men een schilderij bedoelt.

## Gebruik
Schildersdoek wordt per strekkende meter verkocht in winkels voor kunstenaarsbenodigdheden. De breedte van de rollen kan variëren van 160 tot 230 cm of meer. Op weekmarkten is vaak ongebleekt katoen van verschillende dikte en kwaliteit te koop, als reststukken of vanaf rollen van verschillende breedte.
Kunstschilders gebruiken soms een speciale doektang met een breede, iets geruwde bek om het doek om het spieraam aan te brengen. Het doek wordt met nagels of nietjes vastgemaakt aan de zijkanten of de achterzijde van het spieraam, een rechthoekig frame van houten latten. Door het aanhameren van houten wiggen (spietjes) kan het doek na preparatie eventueel nog worden nagespannen. Het schildersdoek wordt meestal plat, liggend op een tafel of op de vloer, opgespannen waarbij het eerst kruislings in het midden en vervolgens naar de hoeken toe wordt vastgezet. Aan de hoeken kan het doek eventueel ingeknipt worden of met platte vouwen omgeslagen en vastgezet met nieten. Ongeprepareerd  schildersdoek moet niet àl te strak gespannen worden, omdat het tijdens het aanbrengen van de grondlaag meestal nog behoorlijk krimpt.
De grondering van een schildersdoek kan bestaan uit kant-en-klare gesso of uit warm aangebrachte mengsels van beenderlijm met krijt. Ook het aanbrengen van enkele lagen matig met water verdunde acrylaatlijm behoort tot de mogelijkheden. Al naargelang de ruwheid van het linnen kan tussen het aanbrengen van de lagen geschuurd worden met fijn schuurpapier. Zolang het geprepareerde doek nog niet volledig droog is, verdient het aanbeveling de hoeken te verzwaren door er gewichten op te leggen, zodat het schildersdoek het spieraam niet kan kromtrekken.

## Geschiedenis
Tot aan de renaissance werd met tempera voornamelijk op houten panelen geschilderd. Toen er door de opdrachtgevers van de schilders steeds grotere schilderijen werden gevraagd werd het onpraktisch om op houten panelen te blijven werken: naarmate de afmetingen hiervan groter werden, vanaf ongeveer 1 vierkante meter, waren deze ook steeds zwaarder en bovendien nam het risico van kromtrekken en zelfs splijten van het paneel toe. Na de nodige experimenten om te bepalen wat de beste ondergrond van grotere schilderijen kon zijn gingen de meeste schilders geprepareerde doeken, gespannen op houten ramen, gebruiken. Dit is in vergelijking met houten panelen ook bij grote afmetingen redelijk licht en hanteerbaar en, mits goed geprepareerd alvorens erop te schilderen, kan doek ook de eeuwen doorstaan. Een van de oudste nog bestaande schilderijen op doek is een Frans doek "Madonna met de engelen" uit 1410.

## Traditionele productiemethode
Vroeger werd het weefsel met de hand geweven en daarna op een raam gespannen. Daarna werd een voorlijming aangebracht, waarvoor beenderlijm werd gebruikt. Het voorbereiden en het strijken van de beenderlijm op het weefsel is een moeilijk beheersbaar proces. Omdat beenderlijm oplosbaar is in water, kan dit storen bij het schilderen. Daarom werd er aluin aan de beenderlijm toegevoegd. Ook andere stoffen als "ei" en honing werden aan de beenderlijm toegevoegd.
Na het lijmen werd het canvas van een grondering voorzien. In de grondering zijn pigmenten aanwezig, die het canvas een bepaalde kleur geven. Verschillende schilders gebruikten dan ook verschillende kenmerkende canvaskleuren. Rembrandt had een voorkeur voor donkerbruine kleuren; Rubens gebruikte liever een helder wit canvas met een lichtblauwe tint.
Als pigment werd loodwit gebruikt. Loodwit is echter giftig, zodat dit tegenwoordig door andere pigmenten is vervangen.

## Moderne productiemethode
Moderne industriële productie van canvas maakt gebruik van polyester en/of katoendraden.
Katoen is een natuurlijk materiaal en wordt meestal gebleekt. Slechte kwaliteit katoen kan je herkennen, doordat veel zwarte resten/punten in het textiel te zien zijn. Hoe meer polyester, hoe egaler het canvas.
Op een weefgetouw worden de verschillende draden tot textiel geweven. Dit gebeurt meestal in een 1:1 of een 2:1 constructie, wat wil zeggen het aantal draden horizontaal en verticaal. De 2:1 constructie is kwalitatief beter, doordat het textiel dichter geweven is.
Er bestaan canvassoorten met een bruine achterkant. Dit moet het canvas een authentiek karakter geven. De bruine kleur wordt slechts zelden veroorzaakt door de kleur van het katoen, meestal wordt deze zijde met een bruine verf gekleurd.
Canvas wordt vaak nog van een coating voorzien. Deze coating bestaat uit polyacrylaat of polyurethaan als binder, met pigmenten als kaolien, krijt (calciumcarbonaat), zinkwit of titaanwit (titaandioxide).
De functie van deze coating is om het materiaal ondoordringbaar te maken voor bijvoorbeeld verf, zodat de achterkant van het doek niet meegekleurd wordt. Of het is juist een ondergrond voor een goede hechting van de verf aan het canvas.
Moderne producenten zijn Talens en Van Beek.